# Dancea
Dancea é um género de gastrópode  da família Euconulidae.
Este género contém as seguintes espécies:
- Dancea rodriguezensis